# Коледіно
Коле́діно (рос. Коледино) — присілок у складі Подольського міського округу Московської області, Росія.

## Населення
Населення — 65 осіб (2010; 29 у 2002).
Національний склад (станом на 2002 рік):
- росіяни — 93 %